# Dodge Spirit
De Dodge Spirit was een middelgrote sedan van het Amerikaanse automerk Dodge. De Spirit werd in januari 1989 geïntroduceerd en gebouwd tot 1994. De naam kwam van de AMC Spirit van het voormalige American Motors Corporation dat Chrysler toen pas had overgenomen. De Spirit zette redelijk goede verkoopcijfers neer, wat veelal te danken was aan de goede prijs-kwaliteitverhouding.

## Productie

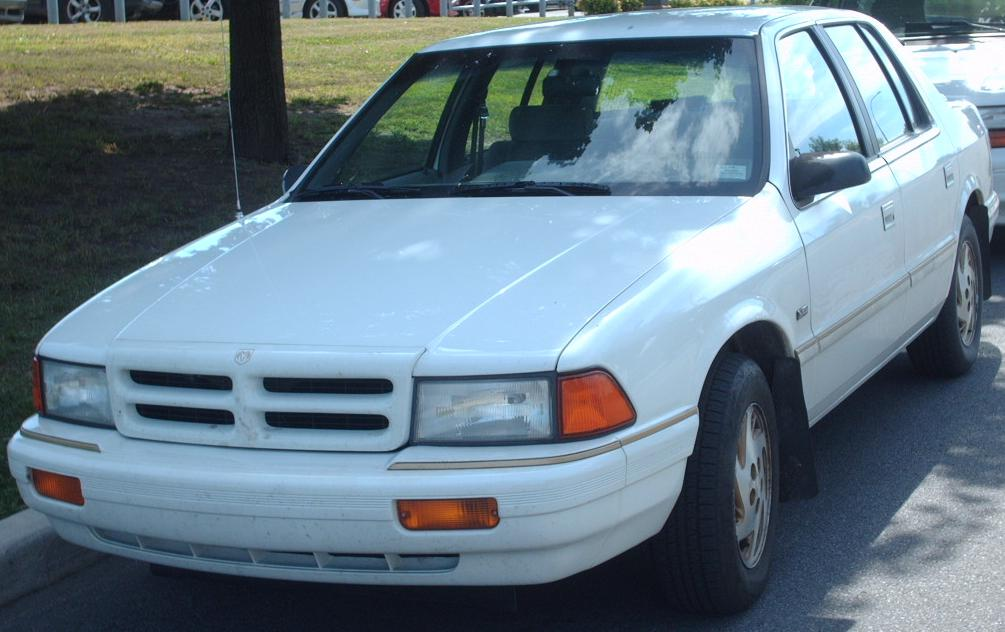
Dodge Spirit V6 uit 1994-5

De Dodge Spirit had nog een zustermodel Plymouth Acclaim en was ook nauw verwant met de Chrysler LeBaron uit 1990. Een aangepaste Dodge Spirit werd ook geëxporteerd onder de naam Chrysler Saratoga. Het model stond op Chryslers AA-platform dat een verlengde variant van het K-platform was. De Spirit ging in 1988 in productie en werd gebouwd in Newark Assembly in Delaware (VS) en in Toluca Assembly (Mexico). Het laatste exemplaar werd gebouwd op 9 december 1994 waarna het model werd opgevolgd door de Dodge Stratus.

## Niveaus en Motoren
De Dodge Spirit verscheen in drie uitrustingsniveaus:
- Het basisniveau, beschikbaar van het begin tot het einde.
- De ES, beschikbaar van het begin tot 1992.
- De R/T, beschikbaar in 1991 en 1992.

Ze waren te verkrijgen met volgende motoren:
| Inhoud (L) | Configuratie  | pk  | Noot                                                            |
| ---------- | ------------- | --- | --------------------------------------------------------------- |
| 2,2        | turbo I4      | 224 | standaard op de R/T                                             |
| 2,5        | I4            | 100 | standaard op het basismodel                                     |
| 2,5        | turbo I4      | 150 | 1989-92, standaard op de ES                                     |
| 2,5        | I4            | 107 | 1993-5, multipunt brandstofinjectie, brandstof tot 85% methanol |
| 3,0        | Mitsubishi V6 | 141 | optioneel behalve op de R/T                                     |